# Калейчик Володимир Єлисейович
Володимир Єлисейович Калейчик (? — ?) — український радянський діяч, новатор виробництва, шахтар комбінату «Сталінвугілля» Сталінської (Донецької) області. Депутат Верховної Ради УРСР 4-го скликання.

## Біографія
Народився у багатодітній родині шахтаря Єлисея Павловича Калейчика.
З 1940-х років — шахтар шахт комбінату «Сталінвугілля» міста Сталіно (тепер — Донецьк) Сталінської області.

## Нагороди
- ордени
- медалі